# The Girlie Show - Live Down Under
The Girlie Show - Live Down Under è un album video della cantautrice statunitense Madonna. È stato pubblicato dalle etichette Warner Music Vision, Warner Reprise Video e Maverick Records il 25 aprile 1994.
Contiene l'intero concerto svoltosi il 19 novembre 1993 a Sydney, in Australia, durante il The Girlie Show Tour. Il tour si svolse nel 1993 per promuovere il quinto album in studio della cantante, ossia Erotica (1992). Il DVD fu certificato disco d'oro in Brasile. Fu diretto da Mark "Aldo" Miceli, che in precedenza aveva lavorato anche per lo speciale Blond Ambition - Japan Tour 90.

## Tracce
1. The Girlie Show Theme (Intro)
2. Erotica
3. Fever
4. Vogue
5. Rain
6. Express Yourself
7. Deeper and Deeper
8. Why's It So Hard
9. In This Life
10. The Beast Within (Interlude)
11. Like a Virgin
12. Bye Bye Baby
13. I'm Going Banas
14. La isla bonita
15. Holiday
16. Justify My Love
17. Everybody

## Formati
VCD (solo in Asia)